# 太平興業
太平興業株式会社（たいへいこうぎょう）は、東京都千代田区丸の内に本社を置き、秋田県・山形県・新潟県の3県において三菱ふそうトラック・バスが製造したトラック・バスなどを取り扱う自動車販売会社である。
当該3県におけるいわゆる「正規ディーラー」であるが、他社も出資している関係などから、他地域のように「三菱ふそうトラック・バス ○○ふそう」と言った広域統合の対象とはならない。
大型自動車を取り扱う独立資本系販売会社としては国内最大であり、三菱ふそうトラック・バスの販売網の中では最古の歴史を誇る。

## 概要
秋田・山形・新潟の各県内において、三菱ふそう車の新車・中古車（三菱自動車工業の頃に製造された車両を含む）と、産業用のエンジンの販売・修理などを行っている。
OA機器・ソフトウェアの開発・販売や、家庭電化製品の販売・修理、自動車用燃料の販売、不動産の賃貸業なども行っている。
また、傘下に山形三菱自動車販売を持つ。

## 沿革
- 1946年3月 - 船舶用機器類販売のため設立。本社を東京都千代田区丸の内の丸ビル内に置く。
- 1955年8月 - 三菱重工業製ふそう号自動車、建設機械、ディーゼル機関車の販売・修理業務を追加。
- 1970年10月 - 産業用エンジン、同部品および付属品の販売・修理業務を追加。
- 1970年11月 - 三菱重工業製フォークリフトの販売・賃貸・修理業務を追加。
- 1973年5月 - レジャー用品、燃料の販売・リース業を追加。
- 1981年6月 - 三菱電機製コンピュータおよび電機製品の販売業務を追加。
- 1985年7月 - 不動産の賃貸業務を追加。
- 1996年7月 - 本社を東京都千代田区丸の内の富士ビルに移転。
- 2009年5月 - 同社最大規模賃貸用施設「厚木倉庫」竣工。
- 2012年10月 - ディー・ティー・ホールディングスのグループ会社化。
- 2013年11月 - 本社移転により本店所在地を「東京都千代田区丸の内3丁目3番1号　新東京ビル」に変更。
- 2015年6月 - 同社秋田支店工場リニューアル。
- 2019年2月 - 当社鶴岡支店リニューアル。
- 2020年6月 - 代表取締役社長交代、平岡裕が就任。
- 2023年1月 - 同社長岡支店リニューアル。
- 2023年2月 - 同社長岡車両センター稼働。

## 拠点
秋田県
- 秋田支店

秋田市寺内字大小路207-37
- 横手支店

横手市柳田字笹崎279
- 大館支店

大館市餅田字向田123-1
- 能代営業所

能代市浅内字浅内堤下21
山形県
- 山形支店

山形市大字漆山字北上原1358
- 鶴岡支店

鶴岡市白山字村北125-1
- 荘内支店

酒田市京田1丁目105-2
- 米沢支店

米沢市中田町字高橋弐654-1
新潟県
- 新潟支店

新潟市西区小新3687-1
- 長岡支店

長岡市福道町字本所2895-6
- 上越支店

上越市福田字北の畔211
- 三条支店

三条市猪子場新田1143
- 新発田支店

新発田市曽根18-1
- 魚沼支店

南魚沼市美佐島1659-1
- 佐渡営業所

佐渡市市野沢字嶋の腰132

## 関連会社
- ディー・ティー・ホールディングス
- 第一貨物
- 山形三菱自動車販売